# Marita schoutenensis
Marita schoutenensis é uma espécie de gastrópode do gênero Marita, pertencente a família Mangeliidae.